# Stenstuen (Mjels)

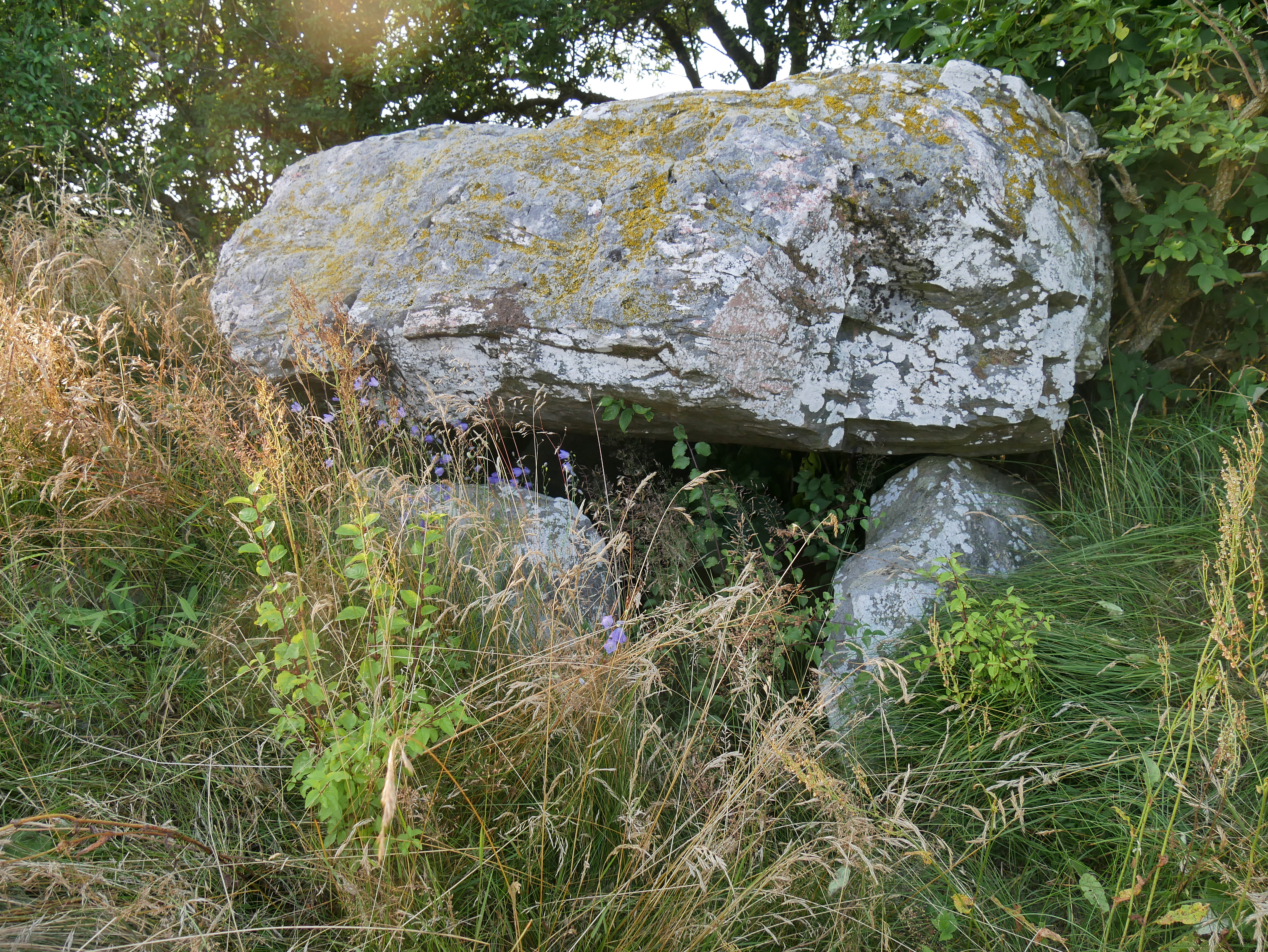
Stenstuen

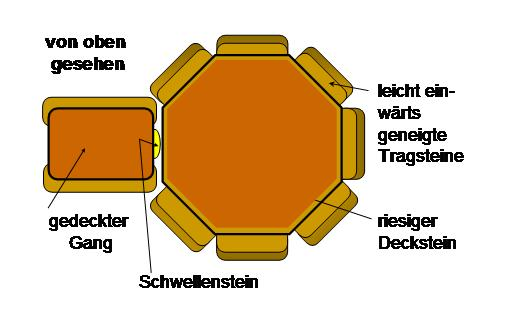
Schema Polygonaldolmen
von oben gesehen

Der Dolmen Stenstuen (auch Mjels Dysse, Stenstuen Ferslev oder DKC 120102-SB 7 dt. Steinstube genannt) liegt östlich des Dolmen von Ellidshøj südöstlich des Weilers Mjels, südlich von  Aalborg in der Region Nordjylland in Dänemark. Der Dolmen stammt aus der Jungsteinzeit etwa 3500–2800 v. Chr. und ist eine Megalithanlage der Trichterbecherkultur (TBK).
Der gut erhaltene sechseckige Polygonaldolmen ist teilweise in die Reste eines beschädigten Langdysse eingebettet, der noch etwa 15,0 × 20,0 m misst. Die Kammer besteht aus fünf Tragsteinen und einem großen Deckstein mit mehr als 24 Schälchen. Der Zugang der Kammer liegt im Süden, zwei Gangsteine und drei Randsteine des Hügels sind erhalten.
Der Dolmen Dolmen von Ellidshøj liegt westlich der Stenstuen.

## Siehe auch

Stenstuen
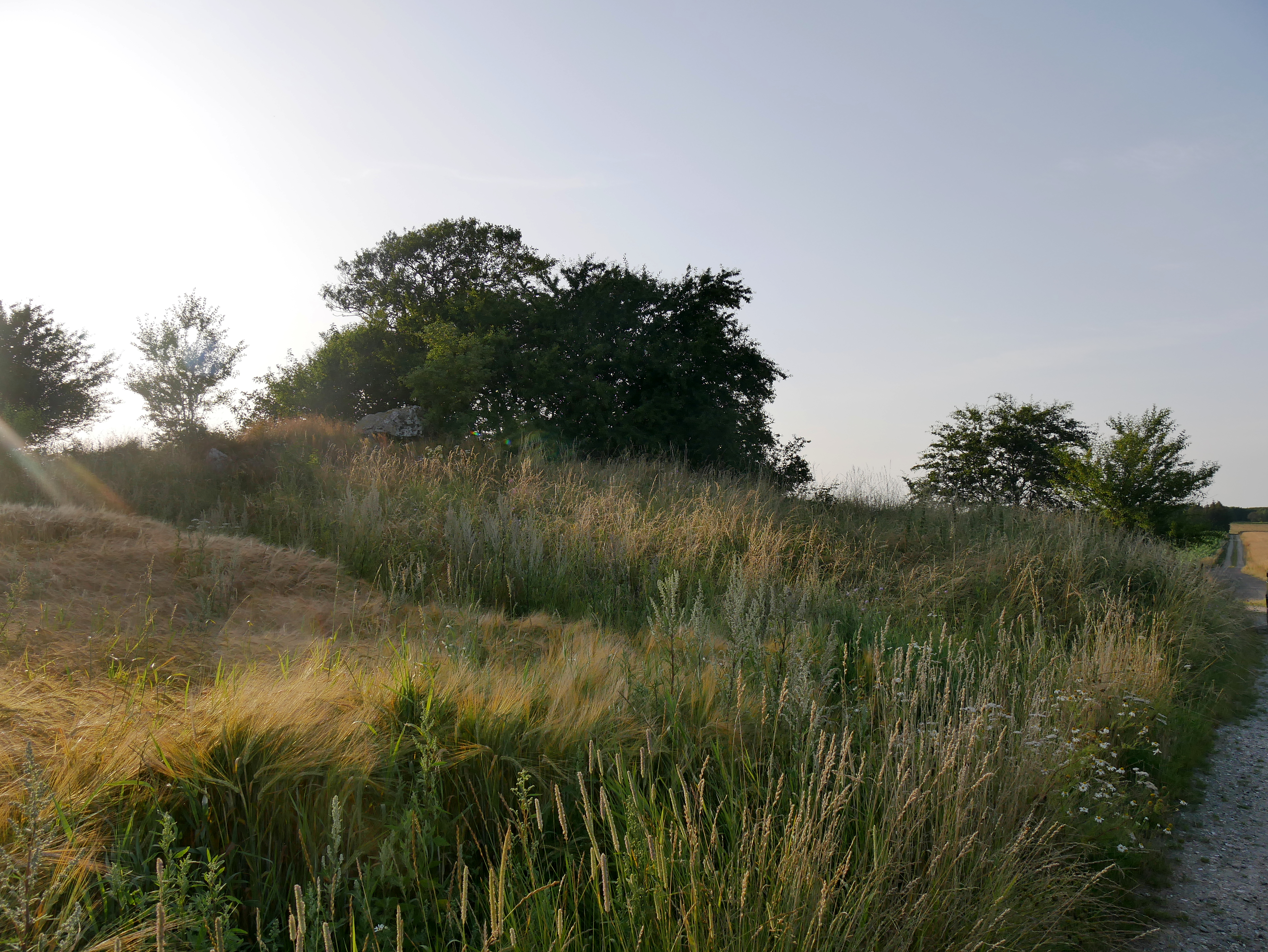
Hügel mit Deckstein von Südosten
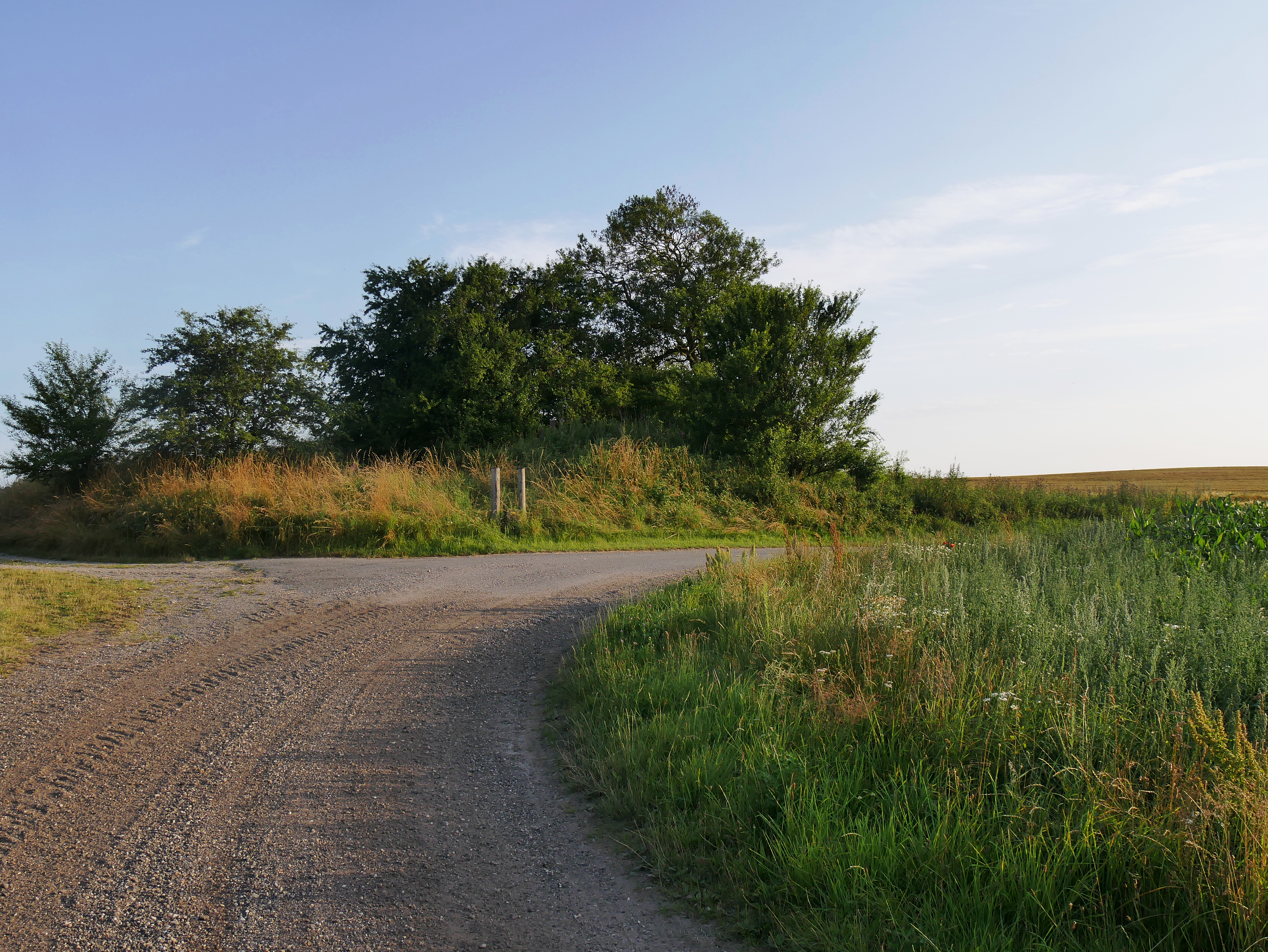
Hügel mit Deckstein von Norden
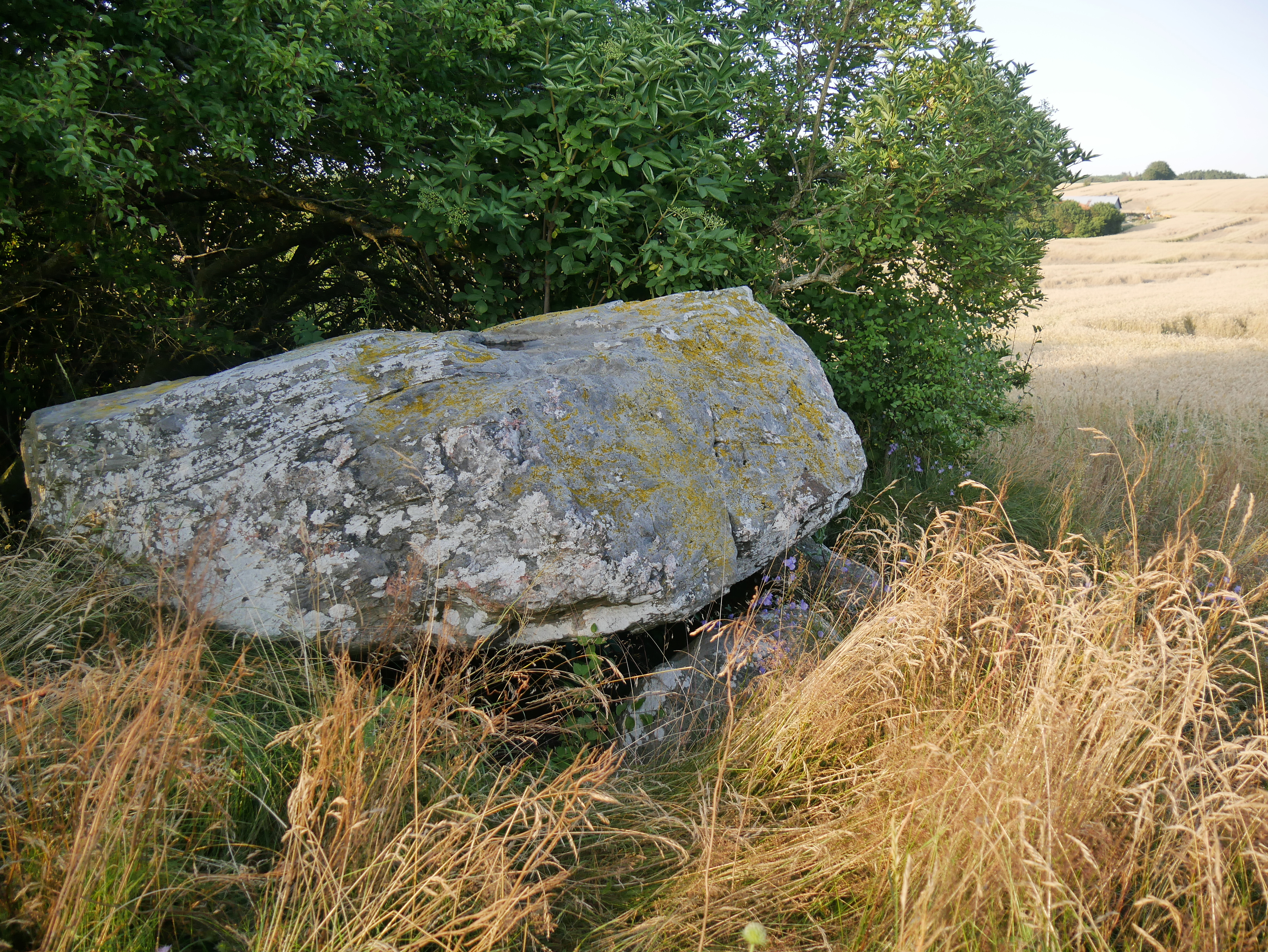
Deckstein mit Blick nach Osten
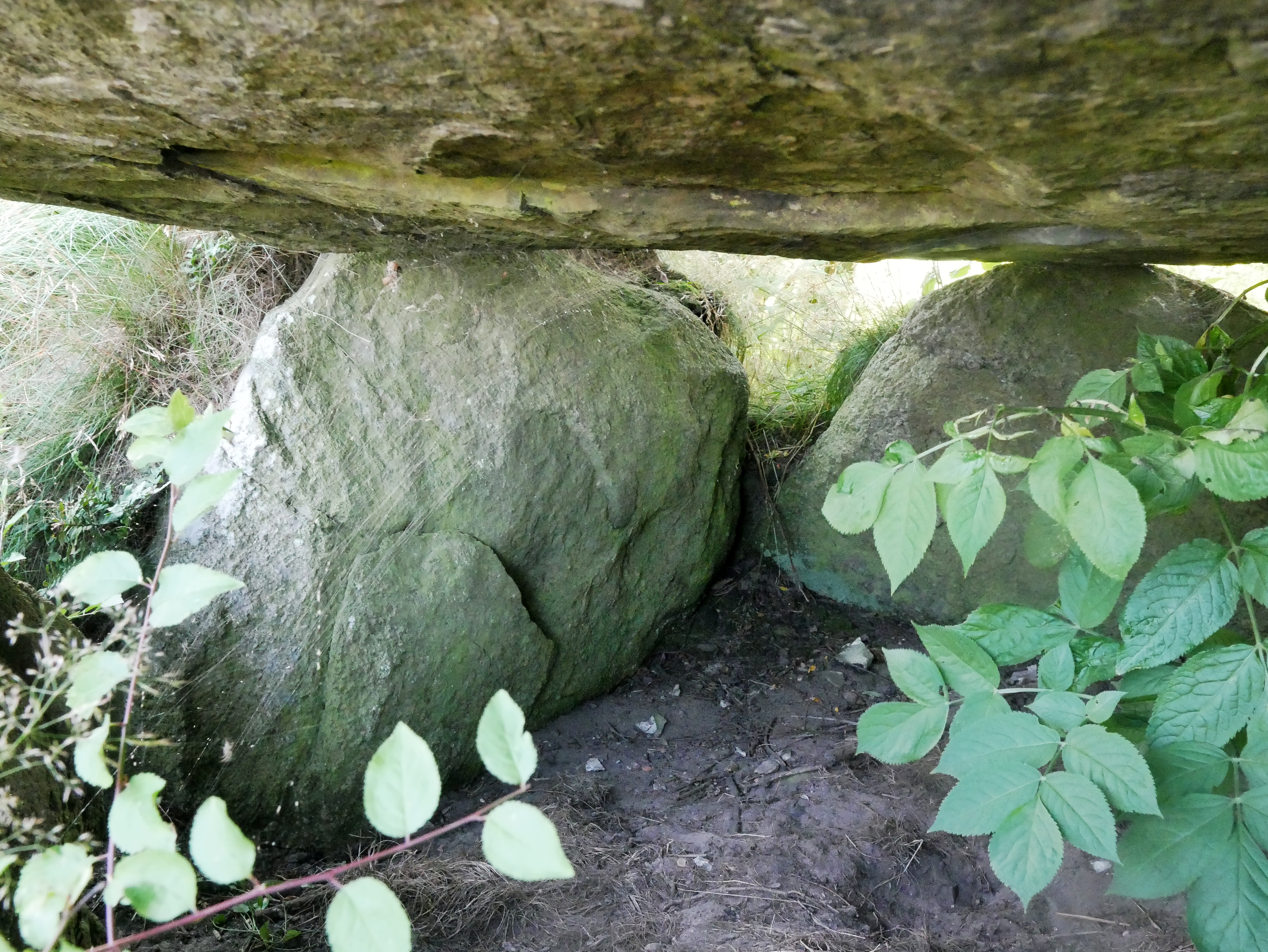
Inneres mit Tragsteinen und Deckstein